# Myrcianthes mato
Myrcianthes mato är en myrtenväxtart som först beskrevs av August Heinrich Rudolf Grisebach, och fick sitt nu gällande namn av Mcvaugh. Myrcianthes mato ingår i släktet Myrcianthes och familjen myrtenväxter. Inga underarter finns listade i Catalogue of Life.